# Březová-Oleško
Pour les articles homonymes, voir Březová.
Březová-Oleško (en allemand : Bschesowa) est une commune du district de Prague-Ouest, dans la région de Bohême-Centrale, en République tchèque. Sa population s'élevait à 1 252 habitants en 2020.

## Géographie
Březová-Oleško se trouve sur la rive droite de la Vltava, à 12 km à l'est-nord-est de Mníšek pod Brdy et à 20 km au sud du centre de Prague.
La commune est limitée par Vrané nad Vltavou et Zvole au nord, par Okrouhlo à l'est, par Petrov au sud, et par Davle et Měchenice à l'ouest.

## Histoire
La première mention écrite de la localité date de 1310.

## Administration
La commune se compose de deux quartiers :
- Březová
- Oleško